# John Wilkins
John Wilkins (Fawsley, Northamptonshire, 1614. január 1. – London, 1672. november 19.) angol, anglikán lelkész, természettudós, író, matematikus, 1668-tól haláláig Chester püspöke, a Royal Society egyik alapítója.

## Életpálya
1631-től 1634-ig Oxfordban, a Magdolna Hall (amely később Hertford College) végezte tanulmányait, ahol csillagászatot is tanult. Szülővárosában lett lelkész, majd több helyen teljesített egyházi szolgálatot. Több állami, királyi szolgálatot teljesített. Tanulmányai között foglalkozott filozófiával, összefogta a tudományágakat, eredményeként a Royal Society (Királyi Természettudományos Társaság) egyik alapítója.
Kései greshamista (magántanuló) volt, foglalkozott a madarak repülésével, elgondolkozott a Holdutazás lehetőségéről, úgy gondolta, hogy úgy 20 mérfölddel a felszín fölött megszűnik a mágneses vonzerő. Nyelvtervezetet készített, melyben az emberi ismeretek felosztására és rendszerezésére vállalkozott, rendszere kísérlet egy enciklopédikus összefoglalásra. A kísérletről Jorge Luis Borges is megemlékezik egyik esszéjében.

### Igazgatóként
1648-ban az oxfordi Wadham College igazgatója lett. Munkásságának köszönhető, hogy a kor kiemelkedő elméit foglalkoztatta tanárként. Nagy politikai és vallási toleranciát képviselt, igyekezett a kor tudományát előtérbe helyezni.

## Írásai

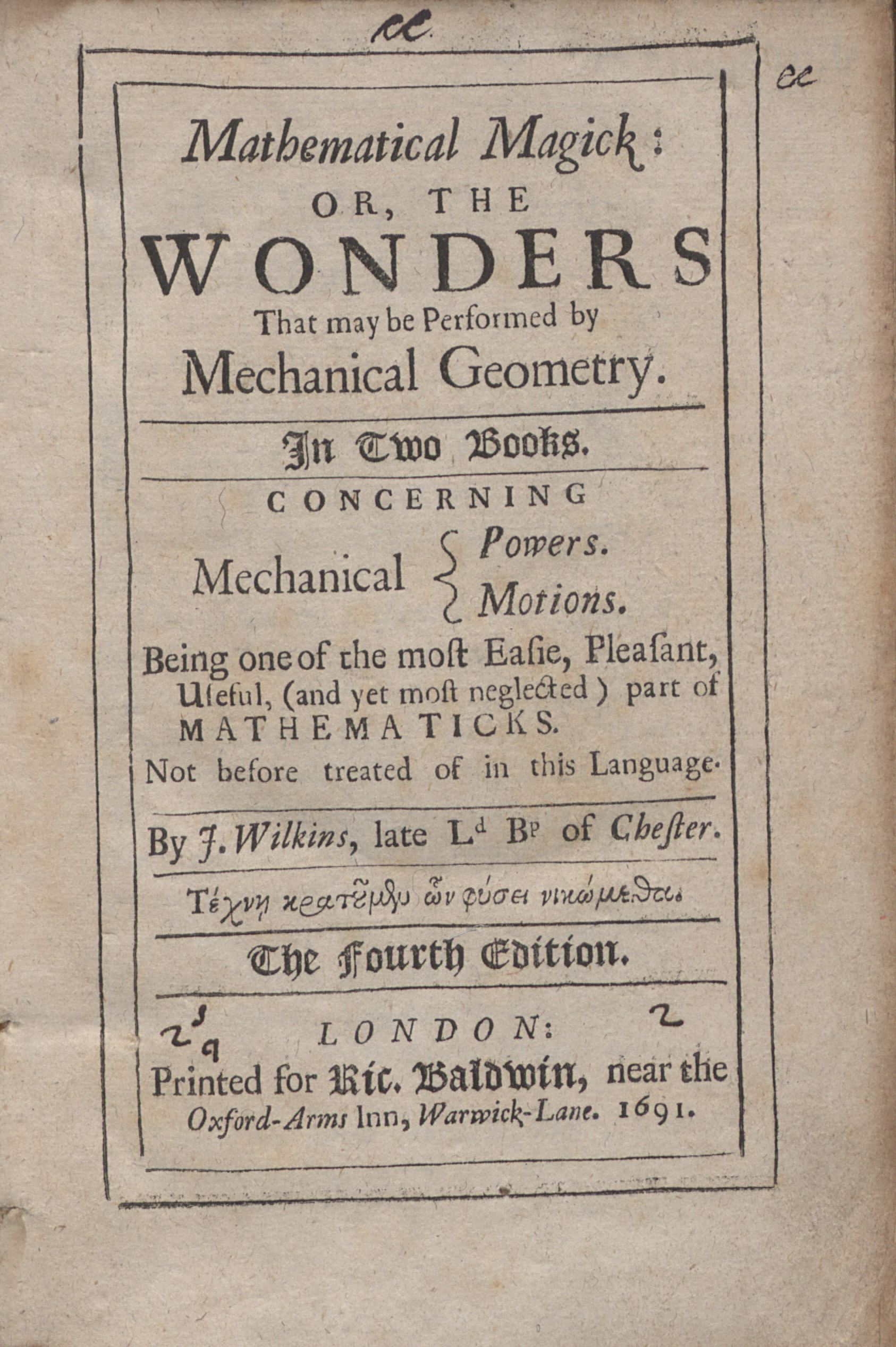
Mathematicall magick, 1691

Korai műveiben a természettudomány kapott szerepet. Egyházi írásaiban a tolerancia, az összefogás, a politika, az egyház és a tudomány kapott filozófiai irányzatot. Tudományos és vezetői munkássága során több támadásnak volt kitéve, ami igazgatói pozíciójának feladásához, az egyházi élet kritika nélküli elfogadásához vezetett.